# Witold Lechowski
Witold Tomasz Lechowski (ur. 6 maja 1965 w Jaśle) – polski polityk, nauczyciel i samorządowiec, w latach 2015–2017 wicewojewoda podkarpacki.

## Życiorys
Kształcił się w I Liceum Ogólnokształcącym im. Króla Stanisława Leszczyńskiego w Jaśle. W 1990 ukończył studia historyczne na Katolickim Uniwersytecie Lubelskim. Przed 1989 działał w młodzieżowych i studenckich środowiskach opozycyjnych, m.in. w niejawnych strukturach lubelskiego NZS.
W 1990 zaangażował się w działalność polityczną w ramach Porozumienia Centrum. Był pracownikiem biura parlamentarnego tej partii w Krośnie (1991–1993) i przewodniczącym zarządu wojewódzkiego PC. W latach 1993–1998 zatrudniony jako dziennikarz w radiu i prasie, później został nauczycielem w I LO w Jaśle. W 2001 był wśród założycieli Prawa i Sprawiedliwości. W 2002 bez powodzenia ubiegał się o urząd burmistrza Jasła. Wówczas po raz pierwszy został radnym powiatu jasielskiego, w 2006 uzyskał reelekcję. Objął wówczas stanowisko wicestarosty, które zajmował przez cztery lata. W 2010 i w 2014 ponownie wybierany na radnego powiatowego.
W wyborach w 2015 bez powodzenia kandydował do Sejmu w okręgu krośnieńskim. 17 grudnia tego samego roku został mianowany wicewojewodą podkarpackim. Funkcję tę pełnił do 25 stycznia 2017.

## Odznaczenia
W 2019 otrzymał Krzyż Wolności i Solidarności.